# 大溪河镇
大溪河镇，是中华人民共和国安徽省滁州市凤阳县下辖的一个乡镇级行政单位。

## 行政区划
大溪河镇下辖以下地区：
大溪河社区、指王村、圣庙村、草塘村、二郎村、七里庙村、石塘村、胡刘村、江山村和马山村。